# Heinrich Zoller
Heinrich Zoller (* 27. Januar 1923 in Basel; † 11. Juni 2009 ebenda) war ein Schweizer Botaniker und Hochschullehrer an der Universität Basel.

## Leben
Ab 1942 war Zoller Botanikstudierender an der Universität Basel und am geobotanischen Forschungsinstitut Rübel (seit 1958 ETH Zürich). Dort war er zwischen 1945 und 1954 Assistent bei Werner Lüdi. 1954 wurde Zoller an der Universität Basel promoviert. Danach folgten Studienaufenthalte in Finnland und Göttingen, wo er 1956 auf dem Dachboden des geobotanischen Instituts ein Herbarium Albrecht von Hallers entdeckte. 1963 habilitierte sich Zoller in Geobotanik (speziell für Vegetationsgeschichte) an der ETH Zürich. Zwischen 1967 und 1989 war er Ordinarius für Botanik an der Universität Basel und somit der Vorgänger von Christian Körner.

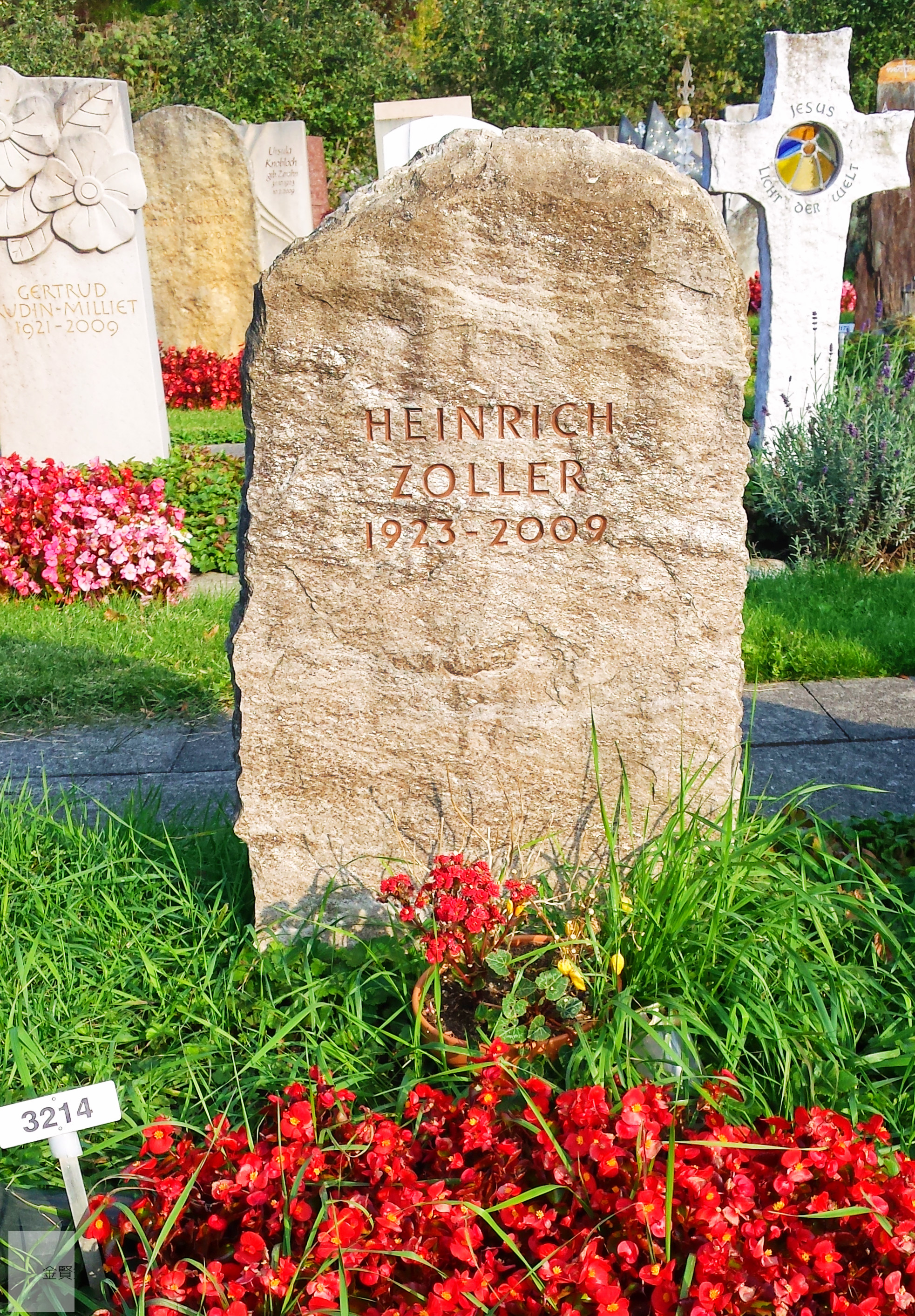
Grabstein von Heinrich Zoller auf dem Friedhof am Hörnli

Sein Grab befindet sich auf dem Friedhof am Hörnli, dem Zentralfriedhof des Kantons Basel-Stadt. 

### Forschung
In seinen rund 200 Publikationen beschäftigte Zoller sich vor allem mit Pflanzengeografie und -soziologie, Pollenanalyse, Archäobotanik und Geschichte der Botanik. Zoller war 1956 Gründungsmitglied der Schweizerischen Vereinigung für Bryologie und Lichenologie und zwischen 1970 und 1974 deren Präsident.

### Privates
Zoller hatte eine tief empfundene Ehrfurcht vor dem Leben. Neben der Botanik interessierte er sich auch für Philosophie und Kunst und besonders für Musik. In seinen jungen Jahren musste er sich zwischen einer Laufbahn als Sänger, einem Theologiestudium und einem Biologiestudium entscheiden. Er verkörperte in sich eine ‹Universitas›. Sein Bewusstsein war getragen davon, dass wissenschaftlicher Erkenntnis Grenzen gesetzt sind, weshalb er sich immer vehement von der Einseitigkeit eines materiellen Reduktionismus distanziert hat. Heinrich Zoller veröffentlichte Aufsätze, in welchen er seine philosophisch-religiöse Haltung gegenüber der Natur zum Ausdruck gebracht hat. So trägt einer dieser Aufsätze den Titel Ehrfurcht vor dem Leben – Verantwortung für die Schöpfung.